# Shamrock (Maarkedal)
Shamrock is een landhuis aan de Ommegangstraat (provinciale weg N454) bij het dorpje Louise-Marie in de gemeente Maarkedal (deelgemeente Nukerke) in de Belgische provincie Oost-Vlaanderen. Het staat op een landgoed van 2 hectare groot aan de rand van het Muziekbos.
Het is in 1928 in de stijl van de Engelse landhuizen gebouwd naar ontwerp van de architect Charles Hoge (Gent, 1890-1962) als jachthuis voor de baron De Kemmeter uit Gent.

## Hostellerie
Van 1972 tot 2008 was hier de Hostellerie Shamrock gevestigd die een hotel en restaurant omvatte. Van 1976 tot 2002 had het restaurant een Michelinster.
De hostellerie trok vooral Britse en Amerikaanse zakenlieden en toeristen.
In 1985 is de tuin rond het huis aangelegd naar ontwerp van de tuinarchitect Jacques Wirtz.

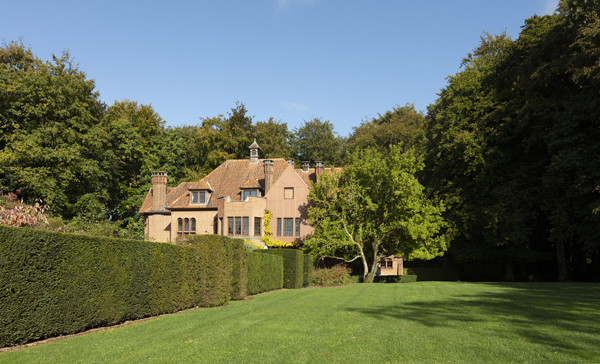
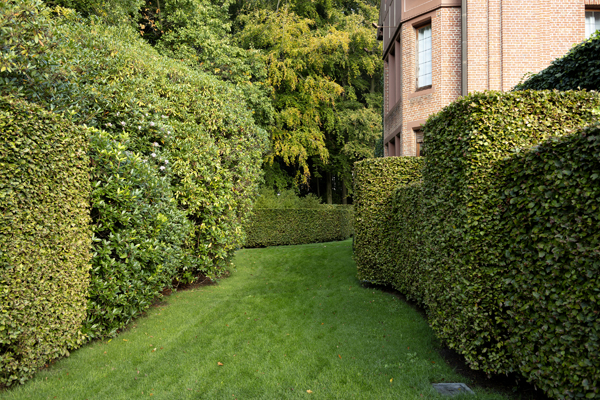
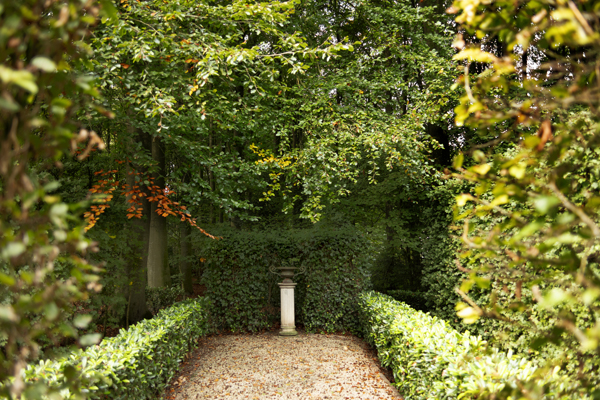